# Česká fotbalová liga 1999/2000
Sezóna 1999/00 ČFL byla 7. sezónou v samostatné české fotbalové lize. Vítězství a postup do 2. fotbalové ligy 2000/2001 si zajistil tým VT Chomutov. Týmy 1. FK Česká Lípa a  EMĚ Mělník odstoupily ze soutěže, takže nikdo nesestupoval.

## Tabulka
| Poř. | Tým                         | Z  | V  | R  | P  | VG | OG | B  |
| ---- | --------------------------- | -- | -- | -- | -- | -- | -- | -- |
| 1.   | VT Chomutov                 | 30 | 19 | 5  | 6  | 48 | 18 | 62 |
| 2.   | SK Sparta Krč               | 30 | 18 | 6  | 6  | 49 | 26 | 60 |
| 3.   | FC Střížkov Praha 9 (N)     | 30 | 15 | 8  | 7  | 53 | 31 | 53 |
| 4.   | FK Mogul Kolín (N)          | 30 | 14 | 9  | 7  | 46 | 28 | 51 |
| 5.   | AC Sparta Praha „B“         | 30 | 15 | 5  | 10 | 52 | 32 | 50 |
| 6.   | TJ Sokol Milín              | 30 | 15 | 4  | 11 | 57 | 52 | 49 |
| 7.   | FK Jiskra Třeboň            | 30 | 14 | 6  | 10 | 47 | 48 | 48 |
| 8.   | FK Tatran Prachatice (N)    | 30 | 11 | 6  | 13 | 32 | 42 | 39 |
| 9.   | AFK Chrudim                 | 30 | 10 | 8  | 12 | 40 | 50 | 38 |
| 10.  | FK Admira/Slavoj            | 30 | 11 | 5  | 14 | 34 | 44 | 38 |
| 11.  | TJ Karlovy Vary - Dvory (N) | 30 | 10 | 5  | 15 | 43 | 52 | 35 |
| 12.  | SK Slovan Varnsdorf         | 30 | 9  | 5  | 16 | 44 | 49 | 32 |
| 13.  | SK Hradec Králové „B“       | 30 | 7  | 11 | 12 | 37 | 44 | 32 |
| 14.  | FK Teplice „B“              | 30 | 7  | 8  | 15 | 28 | 58 | 29 |
| 15.  | AFK Sokol Semice            | 30 | 8  | 4  | 18 | 33 | 59 | 28 |
| 16.  | SK Slavia Praha „B“         | 30 | 8  | 3  | 19 | 50 | 60 | 27 |

Poznámky:
- Z = Odehrané zápasy; V = Vítězství; R = Remízy; P = Prohry; VG = Vstřelené góly; OG = Obdržené góly; B = Body;  (S) = Mužstvo sestoupivší z vyšší soutěže;  (N) = Mužstvo postoupivší z nižší soutěže (nováček)
- Týmy 1. FK Česká Lípa a  EMĚ Mělník odstoupily ze soutěže.

|  | 2. česká fotbalová liga 2000/2001 |
|  | Sestup                            |

## Soupisky mužstev

### VT Chomutov
Martin Luger (-/0),
Radek Zaťko (-/0) -
Jiří Bešík (-/0),
M. Březina (-/1),
Ladislav Doksanský (-/5),
Jan Eiselt (-/2),
Svatopluk Habanec (-/8),
Roman Harvatovič (-/2),
Jaroslav Hauzner (-/2),
P. Karel (-/0),
Pavel Kareš (-/0),
Zdeněk Kotalík (-/2),
Martin Maděra (-/10),
Aleš Paldrman (-/0),
Petr Pfeiffer (-/1),
Karel Rezek (-/0),
Jaroslav Sláma (-/0),
Marek Smola (-/1),
Petr Strouhal (-/3),
A. Šebek (-/0),
Martin Vašina (-/0),
Petr Voříšek (-/9),
R. Vytrhlík (-/0) -
trenér Přemysl Bičovský

### SK Sparta Krč
Štěpán Kolář (-/0),
Michal Šilhavý (-/0) -
Milan Bakeš (-/1),
P. Baláž (-/0),
J. Bílek (-/0),
D. Budina (-/0),
Jakub Bureš (-/2),
P. Dvořák (-/2),
Tomáš Havlíček (-/0),
B. Hucek (-/0), 
J. Kohout (-/0),
Jan Kopaňko (-/1),
Tomáš Kounovský (-/2),
M. Mareš (-/0),
L. Olmr (-/1),
L. Pašek (-/0),
Petr Pavlík (-/3),
Alexandr Samuel (-/0),
Jakub Slunéčko (-/14),
Jan Šimr (-/8),
Vladimír Šimr (-/14),
J. Vokřínek (-/0),
A. Zikmund (-/1) -
trenér Juraj Šimurka

### FC Střížkov Praha 9
Jan Blažka (-/0),
Roman Pavlík (-/0), 
Petr Voženílek (-/0)  -
Slobodan Avrić (-/0),
J. Bartolšic (-/0),
M. Běloušek (-/0),
J. Bojka (-/0),
Michal Brozman (-/0),
J. Burda (-/5),
K. Duda (-/0),
R. Duda (-/6),
M. Havlíček (-/0),
Miroslav Chytra (-/0),
P. Kletečka (-/0),
K. Kocián (-/5),
D. Kocourek (-/0),
Tomáš Krejčík (-/7),
Martin Kuchař (-/0),
L. Kurucz (-/0),
Pavel Macháček (-/3),
R. Macháček (-/1),
Pavel Mejdr (-/1),
P. Moravec (-/4),
K. Nový (-/16),
Viktor Pařízek (-/2),
Pavel Saidl (-/0),
Pavel Stejskal (-/0),
Miroslav Sunkovský (-/11),
František Ševinský (-/0),
O. Štefeček (-/0),
P. Šulc (-/0) -
trenér Zdeněk Andrlík

### FK Mogul Kolín
David Čižinský (-/0),
Petr Oudran (-0) –
Václav Antoš (-/0),
R. Böhm (-/1),
Ladislav Doseděl (-/17),
Tibor Fülöp (-/1),
Libor Hanousek (-/0),
Vlastimil Hladík (-/1),
Pavel Holý (-/1),
Radek Hrubý (-/2),
Radovan Klička (-/0),
J. Lipský (-/0),
J. Macháček (-/2),
Rostislav Macháček (-/0),
... Mareš (-/1),
Tomáš Michálek (-/1),
Jaroslav Novotný (-/1),
Tomáš Pěnkava (-/0),
Milan Ptáček (-/0),
M. Siřínek (-/0),
J. Souček (-/0),
Milan Svoboda (-/7),
M. Šimůnek (-/0),
P. Šulc (-/3),
L. Tichý (-/0),
Pavel Veleba (-/5),
Z. Vodvářka (-/0) –
trenér Václav Kotal

### AC Sparta Praha „B“
David Bičík (-/0),
Patrik Kolář (-/0),
M. Mojžíš (-/0),
Zdeněk Trmal (-/0) -
Jiří Dohnal (-/3),
Viktor Dolista (-/7),
Lukáš Hrabák (-/0),
David Hrubý (-/2),
Tomáš Hübschman (-/1),
Jiří Jarošík (-/2), 
Tomáš Jun (-/6),
Roman Kolín (-/0),
David Kopta (-/2),
Petr Lukáš (-/0),
D. Mojžíš (-/0),
D. Müller (-/0),
Jiří Müller (-/1),
Jiří Novotný (-/1),
Radek Petrák (-/2),
Vladimír Pokorný (-/0),
Petr Prokop (-/6),
M. Rak (-/0),
Miroslav Sovič (-/2),
Luděk Stracený (-/1),
Marek Stratil (-/1),
Vlastimil Svoboda (-/2),
Martin Šádek (-/2),
Milan Šafr (-/2),
Michal Ščasný (-/2),
Jaromír Šmerda (-/0),
M. Šrámek (-/0),
Karel Tošnar (-/0),
Zdeněk Vořechovský (-/0),
Michal Zelenka (-/2),
Michal Žižka  (-/0) -
trenér Daniel Drahokoupil

### TJ Sokol Milín
J. Klimeš (-/0),
D. Palus (-/0),
Roman Solnař (-/0),
Radek Sňozík (-/0) -
Antonín Barák (-/0), 
P. Bartejs (-/0),
Jiří Birhanzl (-/0),
Josef Doubek (-/0),
S. Gabriel (-/5),
Vladimír Halgaš (-/0),
Daniel Hevessy (-/1),
P. Hoffmann (-/0),
P. Janota (-/6),
Petr Jendruščák (-/3),
P. Káník (-/1),
V. Kratochvíl (-/0),
V. Krejčí (-/0),
A. Kroupa (-/0),
Michal Macek (-/1),
Marcel Pacovský (-/0),
Michal Polodna (-/7),
Oldřich Rek (-/12),
Martin Smíšek (-/7),
Petr Smíšek (-/1),
Zdeněk Staroba (-/0),
Radek Šindelář (-/7),
Z. Vopat (-/3),
A. Weiner (-/0),
Tomáš Zápotočný (-/4) -
trenér František Barát

### FK Jiskra Otavan Třeboň
M. Dvořák (-/0),
T. Skála (-/0), 
D. Wollner (-/0) -
J. Beneda (-/4),
... Boháč (-/0),
L. Edelmann (-/0),
M. Fojtík (-/1),
P. Hejl (-/0),
David Horejš (-/1),
J. Houdek (-/0),
V. Kocourek (-/10),
Robert Kochlöfl (-/2),
Tomáš Krejča (-/4),
Bronislav Křikava (-/3),
Josef Kuchař (-/3),
V. Leština (-/0),
O. Matouš (-/1),
V. Moravec (-/0),
Jan Pasák (-/5),
J. Stejskal (-/0),
Daniel Štefanský (-/2),
M. Šulc (-/0),
Petr Šulc (-/4),
D. Vácha (-/0),
Evžen Vohák (-/5), 
Milan Vrzal (-/3) -
trenéři Jiří Jurásek

### FK Tatran Prachatice
M. Hluštík (-/0),
Karel Neuman (-/0), 
J. Předota (-/0) -
P. Bajčík (-/1),
P. Bízek (-/2),
J. Bumba (-/5),
I. Čech (-/1),
D. Dvořák (-/0),
L. Edelmann (-/1),
D. Faja (-/0),
J. Hrbek (-/0),
L. Jančovič (-/0),
P. Jančovič (-/0),
M. Kadlec (-/5),
M. Kotrlík (-/0),
K. Muška (-/0),
M. Pánek (-/0),
Jan Pasák (-/3),
Luboš Pecka (-/9),
M. Peterka (-/0),
T. Pintér (-/1),
A. Roučka (-/5),
O. Šafránek (-/1),
J. Tesárek (-/0),
P. Trnka (-/0),
M. Vavroch (-/0) -
trenéři Petr Mádl a Miroslav Váca

### AFK Chrudim
R. Augustin (-/0),
Tomáš Meller (-/0),
P. Neubauer (-/0) - 
Jiří Adámek (-/0),
Dušan Dvořák (-/7),
M. Haman (-/0),
M. Holub (-/1),
M. Jonáš (-/0),
T. Koblížek (-/0),
Jiří Kovárník (-/2),
R. Kulhánek (-/0),
T. Langr (-/0),
Tomáš Linhart (-/0),
R. Malý (-/1),
Roman Michek (-/1),
Miloš Moravec (-/0),
Aleš Nešický (-/2),
T. Růžička (-/2),
P. Řezníček (-/3),
P. Shejbal (-/0),
V. Svoboda (-/0),
R. Synek (-/1),
A. Uher (-/3),
F. Uhlíř (-/4),
Jan Uhlíř (-/4),
Petr Vladyka (-/12),
Jan Zadrobílek (-/1) -
trenér Jaroslav Pecina a Jaroslav Joska

### FK Admira/Slavoj
Pavel Kykal (-/0),
Oldřich Meier (-/0),
Miroslav Miller (-/0) –
Jan Barták (-/0),
P. Bartejs (-/0),
Lukáš Hodan (-/1),
Ondřej Houda (-/0),
František Jakubec (-/0),
Pavel Krmaš (-/2),
Vojtěch Kubányi (-/1),
Martin Kučera (-/1),
Tomáš Kučera (-/1),
Martin Kuchař (-/0),
Z. Kuneš (-/0),
Richard Margolius (-/0),
Matěj Mihok (-/0),
Radek Miřatský (-/6),
Antonín Plachý (-/0),
Ladislav Prošek (-/0),
M. Přibyl (-/0),
Dan Smejkal (-/3),
O. Staněk (-/0),
J. Šimek (-/8),
M. Šrámek (-/0),
Marek Vomáčka (-/0),
Prokop Výravský (-/0),
Jan Zelenka (-/2),
Radek Zlatník (-/1) –
trenéři Josef Hloušek a Josef Klouček

### TJ Karlovy Vary - Dvory
K. Lutzbauer (-/0),
A. Sedlák (-/0) –
M. Čižnár (-/7),
Pavel Devátý (-/2),
J. Drahoš (-/2),
František Dřížďal (-/1),
D. Dvorský (-/0),
J. Hejkal (-/2),
M. Hejkal (-/3),
L. Hejný (-/2),
J. Horváth (-/0),
L. Hořt (-/2),
P. Jandák (-/2),
P. Knopp (-/0),
R. Koročinský (-/0),
J. Kubínek (-/0),
V. Nágl (-/0),
J. Nejmon (-/1),
J. Schveiner (-/10),
Jaroslav Slabý (-/4),
A. Sochor (-/1),
J. Stýblo (-/0),
Václav Ušák (-/8),
V. Zoubek (-/0) –
trenér Jiří Diviš

### SK Slovan Varnsdorf
R. Novák (-/0),
Martin Vaňák (-/0) -
K. Bělina (-/11),
P. Dvořák (-/0),
M. Eliáš (-/0),
R. Fojta (-/0),
P. Gabriel (-/0),
Jiří Ješeta (-/2),
Stanislav Kadlec (-/0),
M. Kleprlík (-/1),
Tomáš Knap (-/2),
Jan Kopaňko (-/3),
L. Kubeš (-/0),
J. Majer (-/1),
Josef Mlejnek (-/0),
Martin Morávek (-/3),
M. Pavlata (-/0),
Tomáš Pilař (-/7),
K. Pokorný (-/1),
Zbyněk Přibyl (-/1),
Pavel Runt (-/4),
Richard Sitarčík (-/3),
David Sládeček (-/7),
Jan Žebro (-/0) -
trenér Jiří Štol

### SK Hradec Králové „B“
Lukáš Čížek (-/0),
P. Kupka (-/0),
J. Sais (-/0) -
J. Babka (-/0),
Aleš Bednář (-/3), 
Tomáš Bouška (-/2),
Jan Brendl (-/2),
Michal Doležal (-/2),
R. Doubek (-/2),
František Dvořák (-/0),
Jaroslav Dvořák (-/1),
Petr Dvořák (-/0),
Jaroslav Chaloupka (-/2),
Josef Chaloupka (-/1),
Daniel Kaplan (-/0),
Filip Klapka (-/0),
Radovan Klička (-/0),
Pavel Košťál (-/1),
Jan Kraus (-/2),
Jan Lemfeld (-/1),
Jaroslav Moník (-/1),
Radek Opršal (-/1),
Karel Piták (-/2),
David Placák (-/0),
V. Sadílek (-/0),
Petr Samek (-/1),
Rudolf Skácel (-/7),
... Svoboda (-/0),
F. Syrůček (-/0),
Zdeněk Ševčík (-/5),
D. Špičan (-/0),
J. Tesař (-/0),
Jaroslav Unger (-/0),
Michal Vaniš (-/3),
Jiří Weisser (-/1) -
trenéři Milan Petřík a Miloš Mejtský

### FK Teplice „B“
Jan Četverik (-/0),
Pavel Kučera  (-/0),
J. Mikota (-/0)  –
Luděk Altman (-/4),
M. Bílý (-/0),
M. Brandl (-/0),
R. Březina (-/0),
Pavel Džuban (-/0),
... Ellman (-/1),
Petr Fousek (-/3),
M. Janeček (-/3),
M. Jerych (-/0),
Jaromír Jindráček (-/0),
R. Jirota (-/1),
Zlatan Košťál (-/0),
David Köstl (-/3),
M. Kresta (-/0),
J. Mikloš (-/0),
L. Najman (-/0),
J. Novák (-/1),
Michal Obrtlík (-/3),
Lukáš Ohněník (-/3),
Aleš Paldrman (-/0),
M. Paroulek (-/0),
R. Řepka  (-/0),
R. Salák (-/1),
J. Schönbauer (-/0),
Jiří Sita (-/0),
David Sourada (-/2),
R. Stiller (-/0),
J. Svoboda (-/0),
Štěpán Vachoušek (-/4),
T. Vlasák (-/1),
Vít Turtenwald (-/1),
V. Zajíček (-/0) –
trenér Petr Němec

### AFK Sokol Semice
M. Eichler (-/0),
J. Janota (-/0),
M. Poborský (-/0),
T. Tykva (-/0) -
V. Bašus (-/0),
J. Čapek (-/0),
Jiří Dozorec ml. (-/4),
J. Duška (-/0),
Tibor Fülöp (-/4),
P. Hampl (-/0),
Daniel Hevessy (-/0),
V. Houška (-/0),
M. Janáček (-/0),
Martin Kacafírek (-/2),
Tomáš Kulvajt (-/5),
Aleš Macela (-/0),
M. Manhart (-/0),
L. Novotný (-/5),
Miroslav Obermajer (-/2),
Tomáš Pěnkava (-/1),
M. Remza (-/0),
Jaroslav Semecký (-/0),
Tomáš Semecký (-/7),
Jakub Slunéčko (-/0),
P. Šebor (-/0),
D. Šefrna (-/0),
Zdeněk Šenkeřík (-/0),
David Šindelář (-/0),
Lukáš Volf (-/0),
Benjamin Vomáčka (-/1) -
trenéři Karel Tichý a Jiří Dozorec st.

### SK Slavia Praha „B“
Martin Slavík (-/0),
J. Tomeš (-/0),
Michal Václavík (-/0) -
Z. Blažek (-/0),
M. Čižnár (-/0),
Tomáš Dixa (-/6),
Richard Dostálek (-/1),
Aleš Frolda (-/0),
Filip Herda (-/0),
Peter Hrubina (-/0),
Martin Hyský (-/2),
Marek Isteník (-/8),
J. Jirák (-/3),
Ondrej Krištofík (-/2),
Tomáš Kučera (-/1),
M. Lepeška (-/0),
Tomáš Michal (-/2),
Václav Paleček (-/1),
Tomáš Pešír (-/9),
J. Pfleger (-/1),
J. Plašil (-/0),
Martin Pohořelý (-/4),
Tomáš Poláček (-/5),
J. Rozvoda (-/0),
Karel Sechovec (-/4),
Filip Stibůrek (-/0),
Ivo Svoboda (-/4),
Daniel Šebor (-/1),
Pavel Volšík (-/0),
Martin Vozábal (-/1) -
trenéři Jaroslav Janoušek a Boris Kočí